# سياسة صحية
السياسة الصحية يمكن تعريفها بأنها "القرارات والخطط والإجراءات التي يتم القيام بها لتحقيق رعاية صحية محددة الأهداف داخل المجتمع. ووفقا لمنظمة الصحة العالمية فأنه يمكن من خلال سياسة صحية واضحة تحقيق عدة أمور: أن تحقق أهداف عديده وتحدد رؤيه مستقبليه في الأولويات والأدوار المتوقعة من فئات مختلفة وبناء توافق في الآراء بين الناس.
بان هناك أنواع عديده من السياسة الصحية وتتضمن سياسة الرعاية الصحية الشخصية والسياسة الدوائية والسياسات متعلقة عن الصحة العامة كالسياسة التطعيم وسياسه مكافحة التبغ أو تشجيع الرضاعة الطبيعية وقد تغطى مواضيع عن التمويل والتسليم عن العناية الصحية للوصول إلى العناية وجودتها والاسهم الصحية.

## خلفية
الصحة متعلقة بالسياسة وتطبيقها معقد والنماذج المفاهميه يمكنها ان تعرض التدفق من تطور السياسة الصحية إلى السياسة الصحية وبرنامج تطبيقها والنظام الصحي ونتائجه فالسياسة يجب أن تكون مفهومها أكثر من الدستور المحلي أو السياسة الصحية التي تدعم أي برنامج أو تدخل سياسي فالسياسات التشغيليه هي الانظمه، واللوائح، والمبادئ التوجيهية والمعايير الاداريه التي تستخدمها الحكومات لترجمه القوانين الوطنية والسياسيه إلى برامج وخدمات، والعملية السياسية تشمل القرارات المؤخذه على المستوى الوطني واللامركزي (وتشمل قرارات التمويل) التي تؤثر على كيفيه تقديم الخدمات لذا، التركيز يجب ان يكون للنظام السياسي الصحي المتعدد السياسات والعمل الإضافي لضمان استمراريه الزيادة البيئة السياسية الداعمه ستسهل الزيادة من التدخلات الصحية
وهناك الكثير من المواضيع في السياسة وادله بمقدورها ان تؤثر على قرارات الحكومة وقطاع الأعمال الخاص أو جماعات أخرى متبنيه سياسه معينه فالسياسة القائمة على الادله تعتمد على الاستخدام العلمي والصارم للدراسات كتجارب عشوائيه محكومه لتحديد البرامج والقدرة على ممارستهم لتطوير النتائج المتعلقة بها. بعض المناقشات السياسية تنحصر على سياسات الرعاية الشخصية الصحية، وتشمل الذين يسعون إلى اصلاح تقديم الرعاية الصحية.وعاده فهي تندرج تحت الفلسفة أو الاقتصاد والمناقشات الفلسفيه متركزه حول اسئله عن الحقوق الفردية الاخلاق وسلطه الحكومة، بينما مواضيع الاقتصاد كانت عن كيفيه زياده فعالية تقديم الرعاية الصحية، وخفض التكلفة، فالمفهوم الحديث للرعاية الصحية تشمل الوصول إلى الاطباء من مختلف المجالات والتكنولوجيا الطبية كالادوية والمعدات الجراحية وايضا تشمل القدرة على الوصول إلى احدث المعلومات الادله من البحوث، كا الابحاث الطبية والخدمات الصحية
في البلدان الأخرى يعتمد الفرد على نفسه للحصول على سلع الرعاية الصحية وخدماتها بالدفع النقدي كنفقات ضرورية وللعمالين في القطاع الخاص في صناعات الأدوية لتطوير البحوث، ويتم تصنيف المشاركين في سوق العمل بين التخطيط والإنتاج في الموارد البشرية
فالدول الأخرى لديها سياسه معينه لدعم مواطنيها وضمان وصولهم إلى البحوث الصحية، والتخطيط لعدد كاف من البحوث وتصنيفها، والاهتمام بجوده العاملين بالصحة، لتغطيه اهداف العناية الصحية فالعديد من الحكومات حول العالم تمتلك بمايسمى بالرعاية الصحية الشاملة والتي تحمل عبئ نفاقات الرعاية الصحية من الشركات الخاصة أو الافراد من خلال تجميع المخاطر المالية وهناك العديد من الجدالات المختلفة حول وضد الرعاية الصحية الشاملة والمتعلقه بالسياسة الصحية والرعاية الصحية جزء مهم من نظام الصحة ولذلك فهي تمثل الجزء الأكبر من مناطق الانفاق لكل من الحكومات والافراد في العالم. خيارات لسياسه الرعاية الصحية الشخصية: الالفلسفة في حق الصحة الفلسفة في الرعاية الصحية فالكثير من الدول وحكوماتها يعتبرون فلسفه حقوق الإنسان في توجيه سياسات العناية الصحية. منظمه الصحة العالمية قالت بان كل دوله في هذا العالم تعتبر جزء على الاقل من ميثاق حقوق الإنسان وعناوين الصحة المتعلقة بالحقوق، تشمل حق الصحة وحقوق أخرى تنطوي تحت الشروط الضروريه لجوده الصحة
الإعلان العالمي لحقوق الإنسان التابعة للولايات المتحدة (UDHR) تؤكد بان الحقوق الطبية حق لكل الناس.
بند الإعلان العالمي لحقوق الإنسان التابعة للوالايات المتحدة رقم 25: لكل شخص الحق في مستوى من المعيشة كاف للمحافظة على الصحة والرفاهية له ولأسرته، ويتضمن ذلك التغذية والملبس والمسكن والعناية الطبية وكذلك الخدمات الاجتماعية اللازمة، وله الحق في الضمان في حال البطالة أو المرض والعجز والترمل والشيخوخة وغير ذلك من فقدان وسائل العيش نتيجة لظروف خارجة عن إرادته
ووبعض السلطات وبين مختلف الاديان وإلى جانب المنظمات فالسياسات الصحية تتئثر بفهم طريقه تئديه الواجب من قبل الكثير من الديانات المختلفة والذين يعيشون تحت ظروف غير ملائمه وتشمل المرضى ووالمنظمات غير الحكومية تعتمد على مبادئ الإنسانية في تحديد سياساتها الصحية، مؤكدا في نفس ينظر التزام وينص على الحق في الصحة في السنوات الأخيرة ركزت منظمه عالميه لحقوق الإنسان ومنظمه العفو الدولية بشان الصحة حق كحقوق الإنسان ومعالجه عدم كفايه فرص الحصول على الأدوية فيروس نفص المناعة البشرية والحقوق الجنسية، والانجابيه للمراءة بما ذلك معدلات وفيات الامهات داخل حول العالم، وقد رحب هذا الاهتمام المتزايد بالصحة كحق اساسي من حقوق الإنسان من قبل دوريه لانسيت الطبية الرائده وهناك اثاره جدل كبير حول سياسات الشخص الذي سيتحمل دفع تكاليف العناية الطبية لكل الناس وتحت أي ظرف ومثال على ذلك انفاق الحكومة على العناية الصحية احيانا يعتبر كمؤشر عالمي من التزام الحكومة لصحه الشعب
ويقول أنصار دعه يعمل أن هذا يؤدي إلى تآكل فعالية تكلفة النظام الصحي، وحتى أولئك الذين يستطيعون دفع لاستنزاف الموارد اللازمة خدمات الرعاية الصحية الخاصة من النظام العام. القضية هنا هي ما إذا كانت شركات التأمين الطبي المملوكة للمستثمر أو منظمات المحافظة على الصحة هي في وضع أفضل للعمل في مصلحة عملائها مقارنة مع التنظيم الحكومي والرقابة
تركز الكثير من أنواع السياسة الصحية على تمويل خدمات الرعاية الصحية لتغطيه المخاطر الاقتصادية في الاضطرابات الصحية وتشمل هذه الرعاية الصحية الممولة من القطاع العام (من خلال الضرائب أو التأمين، المعروف أيضا باسم أنظمة واحد دافع)، والتأمين الصحي الخاص إلزاميا أو طوعيا، والرسملة كاملة من خدمات الرعاية الصحية الشخصية من خلال شركات خاصة، من بين أمور أخرى. إن الجدل الدائر حول أي نوع من النتائج سياسة التمويل الصحي في جودة أفضل أو أسوأ من خدمات الرعاية الصحية المقدمة، وكيفية ضمان الأموال المخصصة تستخدم بفعالية وكفاءة وإنصافا وهناك العديد من الحجج على كلا الجانبين مسألة الجمهور مقابل سياسات التمويل الصحي خاصة
يدعى أن الرعاية الصحية الممولة من القطاع العام ويحسن نوعية وكفاءة تقديم الرعاية الصحية الشخصي
الإنفاق الحكومي على الصحة أمر ضروري لتهيئة إمكانية الوصول واستدامة خدمات الرعاية الصحية والمبرمجين
بالنسبة لأولئك الناس الذين كانت ستذهب دون رعاية بسبب نقص الموارد المالية. أي رعاية نوعية تحسنا.
و لأن الناس ينظرون إلى الرعاية الصحية الشاملة مجانا كما (إذا لم يكن هناك قسط التأمين أو الدفع المشترك)، هم أكثر عرضة للحصول على الرعاية الوقائية التي قد تقلل من عبء المرض وتكاليف الرعاية الصحية الشاملة على المدى الطويل.
و أنظمة واحد دافع تقليل التبذير عن طريق إزالة رجل في منتصف، أي شركات التأمين الخاصة، وبالتالي تقليل كمية من البيروقراطية. وعلى وجه الخصوص، وتقليل كمية من الأوراق أن المهن الطبية تضطر إلى التعامل مع لمعالجة مطالبات التأمين يتيح لهم التركيز أكثر على علاج المرضى
يدعي أن الرعاية الصحية الممولة من القطاع الخاص يؤدي إلى قدر أكبر من الجودة والكفاءة في مجال الرعاية الصحية الشخصية:
و التصورات التي تمول الرعاية الصحية من القطاع العام هي حره ويمكن أن تؤدي إلى الإفراط في استخدام الخدمات الطبية، وبالتالي رفع التكاليف الإجمالية مقارنة مع التمويل الصحي الخاص.]
التي يمولها الطب القطاع الخاص يؤدي إلى قدر أكبر من الجودة والكفاءة من خلال زيادة فرص الحصول على وتقليل فترات الانتظار لخدمات الرعاية الصحية المتخصصة والتقنيات.]
الحد من تخصيص الأموال العامة للرعاية الصحية الشخصية لا تحد من قدرة المواطنين غير المؤمن عليهم لدفع تكاليف الرعاية الصحية على أنها خارج جيب النفقات. الأموال العامة يمكن ترشيدها بشكل أفضل لتقديم خدمات الرعاية في حالات الطوارئ بغض النظر عن حالة المؤمن عليه أو القدرة على الدفع، مثل مع العلاج الطبي في حالات الطوارئ وقانون العمل النشطة في الولايات المتحدة
و يمولها القطاع الخاص وتشغلها الرعاية الصحية فذلك يقلل من الحاجة إلى الحكومات لزيادة الضرائب لتغطية تكاليف الرعاية الصحية، التي يمكن أن يضاعف من عدم الكفاءة بين الوكالات الحكومية بسبب البيروقراطية

## خيارات السياسة الصحية الشخصية

### فلسفة:الحق في الصحة
خيارات السياسة الصحية تتجاوز تمويل وتقديم الرعاية الصحية الشخصية، إلى مجالات مثل البحوث الطبية وتخطيط القوى العاملة الصحية، سواء محليا ودوليا.

### سياسة البحوث الطبية
البحوث الطبية يمكن أن تكون أساسا لتحديد السياسة الصحية القائمة على الأدلة، وموضوع السياسة الصحية نفسها، وخاصة من حيث مصادر تمويلها، أما هؤلاء الذين يعارضون القول انها لن تفعل العكس، لأن إزالة حافز الربح يزيل الحوافز على الابتكار ويمنع التكنولوجيات الجديدة التي يجري تطويرها من والاستفادة منها. فوجود البحوث الطبية السليمة لا يؤدي بالضرورة إلى السياسات المرتكزة على الأدلة. على على سبيل المثال، في جنوب أفريقيا، التي يبلغ عدد سكانها يحدد الرقم القياسي لعدوى فيروس نقص المناعة البشرية، اجتمعت سياسة الحكومة السابقة الحد من التمويل والوصول لعلاج الإيدز مع الجدل القوي الذي أساسه على رفض قبول الأدلة العلمية على وسائل نقل.وتغيير الحكومة وأدت في نهاية المطاف إلى تغيير في السياسة، مع تنفيذ سياسات جديدة لتوسيع نطاق الحصول على خدمات فيروس نقص المناعة البشرية. وتتعلق وثمة مسألة أخرى في الملكية الفكرية، كما يتضح من حالة البرازيل، حيث نشأت مناقشات حول سياسة الحكومة يأذن التصنيع المحلي من العقاقير المضادة للفيروسات المستخدمة في علاج فيروس نقص المناعة البشرية / الإيدز في انتهاك براءات اختراع الأدوية
بعض البلدان والولايات القضائية لديها سياسة واضحة أو إستراتيجية للتخطيط لأعداد كافية وتوزيع ونوعية العاملين في مجال الصحة لتحقيق أهداف الرعاية الصحية، مثل لمعالجة النقص في الأطباء والتمريض. ومن جهة أخرى، يتم توزيع تخطيط القوى العاملة الصحية بين المشاركين سوق العمل كنهج دعه يعمل بالسياسة الصحية. وتستند السياسات القائمة على أدلة لتطوير القوى العاملة الصحية عادة على النتائج المستخلصة من البحوث الخدمات الصحية

## سياسه القوى الصحية العاملة
بعض البلدان والولايات القضائية لديها سياسة واضحة أو إستراتيجية للتخطيط لأعداد كافية وتوزيع ونوعية العاملين في مجال الصحة لتحقيق أهداف الرعاية الصحية، مثل لمعالجة النقص في الأطباء والتمريض. ومن جهة أخرى، يتم توزيع تخطيط القوى العاملة الصحية بين المشاركين سوق العمل كنهج دعه يعمل بالسياسة الصحية. وتستند السياسات القائمة على أدلة لتطوير القوى العاملة الصحية عادة على النتائج المستخلصة من البحوث الخدمات الصحية

## مزيد من القراءة
- Morrisey، Michael A. (2008)، "Health Care"، في ديفيد ر. هندرسون (ed.) (المحرر)، Concise Encyclopedia of Economics (ط. 2nd)، Indianapolis: Library of Economics and Liberty، ISBN:978-0865976658، OCLC:237794267، مؤرشف من الأصل في 2019-06-24 {{استشهاد}}: |محرر= باسم عام (مساعدة)

## وصلات خارجية
- التحالف من أجل السياسات الصحية وبحوث النظم
- السياسات الصحية والتخطيط مجلة
- Centre for History in Public Health, London School of Hygiene and Tropical Medicine